# Congresso de Albany
O Congresso de Albany foi convocado em razão da Guerra Franco-indígena de 1754. Essa guerra deu-se devido aos conflitos entre Inglaterra e França que disputavam terras ao oeste do território estadunidense. O congresso ocorreu em Albany (situada no atual estado de Nova Iorque). Nesse congresso, Benjamin Franklin, um dos representantes das colônias, sugeriu o Plano da União das Colônias para expulsar os franceses e defender os indígenas. Entretanto, a ideia foi rejeitada tanto pelas legislaturas coloniais impostas por Jorge II da Inglaterra (na ocasião regente da Inglaterra), quanto pelas próprias colônias (que viviam, então, isoladas umas das outras).
Essa foi a primeira vez que as treze colônias se encontraram eles reuniram-se novamente no Stamp Act Congress em 1765 e no Primeiro Congresso Continental que deu início à Revolução americana.

## Uniões coloniais e congressos anteriores
O Congresso de Albany foi a primeira vez no século XVIII que os representantes coloniais fizeram uma reunião formal. No século XVII, algumas colônias da Nova Inglaterra se reuniram uma associação chamada Confederação da Nova Inglaterra, principalmente para propósitos de defesa, como as lutas entre a França e os aliados nativo americanos era frequente. Em 1680, a Coroa Britânica criou o Domínio da Nova Inglaterra como uma união governamental das colônias entre o rio Delaware e a baía de Penobscot; que foi dissolvida em 1689. Jacob Leisler organizou um Congresso intercolonial, que aconteceu em Nova Iorque em 1 de maio de 1690, para planejar alguma ação contra os franceses e os indígenas por causa das diferenças sociais, ele atacou apenas as colônias no sul de Maryland.

## História da reunião
Os delegados de Albany passaram a maior parte de seu tempo debatendo o plano de Benjamin Franklin de unir as colônias. Os delegados votaram a favor do plano que unia as 11 colônias, com um presidente nomeado pela coroa britânica. A união teria jurisdição sobre questões nativas americanas.
O plano foi rejeitado pelas legislaturas coloniais, e pela administração colonial, que queria um comandante militar. Muitos elementos do plano basearam os Artigos da Confederação de 1777 e a Constituição dos Estados Unidos. Franklin especulou que se o plano de 1754 tivesse sido adotado,a separação colonial da Inglaterra poderia não ter acontecido tão cedo.
O congresso e o Plano de Albany conseguiram status icônico na formação dos Estados Unidos da América em 1776. Isso é geralmente ilustrado em um famoso desenho de uma cobra de Franklin, Join or Die!.

## Plano da União
O plano de Benjamin Franklin para unir as colônias excedia o âmbito do congresso, que havia sido chamado para planejar uma defesa à ameaça francesa e indígena. O plano original foi amplamente debatido por todos que participaram da conferência incluindo o jovem advogado da Filadélfia, Benjamin Chew. Numerosas modificações foram propostas por Thomas Hutchinson, que depois se tornou o governador de Massachusetts. Os representantes o aprovaram por unanimidade e o apresentaram com suas recomendações, mas as legislaturas das sete colônias o rejeitaram, uma vez que o plano teria removido alguns de seus poderes existentes. O plano nunca foi enviado à coroa para aprovação, porém foi enviado para o Conselho britânico de comércio, que também o rejeitou.